# Arles-sur-Tech
Arles-sur-Tech är en kommun i departementet Pyrénées-Orientales i regionen Occitanien i södra Frankrike. Kommunen ligger i kantonen Arles-sur-Tech som tillhör arrondissementet Céret. År 2022 hade Arles-sur-Tech 2 805 invånare.

## Administration

### Borgmästare
| Borgmästare             | Ämbetsperiod |
| ----------------------- | ------------ |
| Jean-Baptiste Serradell | 1807 - 1808  |
| Abdon Desclaus          | 1808 - 1813  |
| Jean-Baptiste Serradell | 1813 - 1815  |
| Jean Galangau           | 1815 - 1827  |
| Dominique Jofre         | 1827 - 1830  |
| Jean Pujade             | 1830 - 1832  |
| Etienne Grau            | 1832 - 1835  |
| Pierre Mouchart         | 1835 - 1837  |
| Jacques Dubois          | 1837 - 1839  |
| Jean Serreclare         | 1839 - 1840  |
| François Comaills       | 1840 - 1848  |
| Etienne Douffiagues     | 1848 - 1849  |
| Joseph Boix             | 1849 - 1850  |
| Bonaventure Desclaux    | 1850 - 1851  |
| Pierre Mouchart         | 1851 - 1853  |
| Antoine Dubois          | 1853 - 1855  |
| François Comaills       | 1855 - 1859  |
| Abdon Malé              | 1859 - 1865  |
| Joseph Julia            | 1865 - 1870  |
| Jean-Baptiste Barjau    | 1870 - 1871  |
| François Moreau         | 1871- 1874   |
| Jérôme Moreau           | 1874 - 1874  |
| Joseph Julia            | 1874 - 1876  |
| Jean Arago              | 1876 - 1878  |
| Jules Boix              | 1878 - 1878  |
| Joseph Galangau         | 1878 - 1881  |
| Jean-Baptiste Barjau    | 1881 - 1888  |
| Venance Paraire         | 1888 - 1892  |
| Joseph Pallarès         | 1892-1908    |
| Jean Vilar              | 1908-1914    |
| Baptiste Pams           | 1914-1940    |
| Lucien Trenet           | 1941-1942    |
| Pierre Sola             | 1942-1944    |
| Baptiste Pams           | 1944-1967    |
| Paul Lavanga            | 1967-1983    |
| Marcel Charlet          | 1983-1989    |
| Albert Costa            | 1989-2001    |
| René Ala                | 2001-2008    |
| René Bantoure           | 2008 -       |

## Befolkningsutveckling
Antalet invånare i kommunen Arles-sur-Tech
| Referens: INSEE |